# Michael Wallieser
Michael Wallieser (* 1892 in Speyer, Ukraine, Russisches Kaiserreich; † 1. Januar 1938 in Medweschjegorsk, Sowjetunion) war ein russlanddeutscher römisch-katholischer Geistlicher und Märtyrer.

## Leben
Michael Wallieser wuchs als Bauernsohn im Bistum Tiraspol auf. Er studierte Theologie im Priesterseminar Saratow und wurde 1916 zum Priester geweiht. Er wirkte um 1920 als Pfarrer in Kleinliebental und 1928 in Neu-Mannheim (Kutschurgan). 1934 wurde er verhaftet und am 1. Januar 1938 in Sandarmoch hingerichtet.

## Gedenken
Die Römisch-katholische Kirche in Deutschland nahm Michael Wallieser als Märtyrer in das deutsche Martyrologium des 20. Jahrhunderts auf.